# Органіст (рід)
Органіст (Chlorophonia) — рід горобцеподібних птахів родини в'юркових (Fringillidae). Представники цього роду мешкають в Мексиці, Центральній і Південній Америці. Їх традиційно відносили до родини саякових (Thraupidae), однак за результатами молекулярно-генетичного дослідження вони були переведені до родини в'юркових.

## Опис
Органісти — невеликі птахи, середня довжина яких становить 10-13 см, а вага 11-27,5 г. Їм притаманна кремезна, пухка на вигляд будова тіла, округі голови, квадратної форми дзьоби і короткі, конічної форми дзьоби. Забарвлення органістів переважно зелене, нижня частина тіла у них золотисто-жовта, у деяких видів верхня частина голови синя. Органістам притаманний статевий диморфізм, однак не дуже сильно виражений: самиці мають дещо менш яскраве забарвлення.
Органісти живуть в густих тропічних лісах, зустрічаються поодинці або парами, більшу частину часу проводять в пошуках їжі, зокрема плодів і ягід. Вони є моногамними птахами. І самці, і самиці будують кулеподібної форми гнізда і доглядають за пташенятами. 
Пісні органістів не дуже складні і мелодійні, і зазвичай складаються з серії однотонних гугнявих криків або посвистів, які повторюються 3-4 рази. В коста-риканській легенді розповідається, що у минулому органісти мали мелодійний спів, однак вони віддали його вулкану Поас в обмін на життя молодої дівчини, яку хотіли принести в жертву.

## Види
Виділяють вісім видів:
- Гутурама гондураська (Chlorophonia elegantissima)
- Гутурама синьоголова (Chlorophonia musica)
- Гутурама темнощока (Chlorophonia cyanocephala)
- Органіст синьошиїй (Chlorophonia cyanea)
- Органіст чорнобровий (Chlorophonia pyrrhophrys)
- Органіст пектораловий (Chlorophonia flavirostris)
- Органіст зеленобокий (Chlorophonia occipitalis)
- Органіст коста-риканський (Chlorophonia callophrys)

За результатами молекулярно-генетичного дослідження, до роду Chlorophonia були переведені три види, яких раніше відносили до роду Гутурама (Euphonia).

## Етимологія
Наукова назва роду Chlorophonia походить від сполучення слова дав.-гр. χλωρος — зелений і наукової назви роду Гутурама (Euphonia Desmarest, 1806)